# Typhlocyba casta
Typhlocyba casta är en insektsart som beskrevs av Mcatee 1926. Typhlocyba casta ingår i släktet Typhlocyba och familjen dvärgstritar. Inga underarter finns listade i Catalogue of Life.